# Queinnectrechus
Queinnectrechus is een geslacht van kevers uit de familie van de loopkevers (Carabidae). De wetenschappelijke naam van het geslacht is voor het eerst geldig gepubliceerd in 1992 door Deuve.

## Soorten
Het geslacht Queinnectrechus omvat de volgende soorten:
- Queinnectrechus angusticollis Belousov & Kabak, 2003
- Queinnectrechus brevis Belousov & Kabak, 2003
- Queinnectrechus excentricus Deuve, 1992
- Queinnectrechus glacialis Ueno, 1998
- Queinnectrechus globipennis Ueno, 1998
- Queinnectrechus guttula Belousov & Kabak, 2003
- Queinnectrechus humeralis Belousov & Kabak, 2003
- Queinnectrechus incisus Belousov & Kabak, 2003
- Queinnectrechus janatai Belousov & Kabak, 2003
- Queinnectrechus micrangulus Belousov & Kabak, 2003
- Queinnectrechus miroslavi Belousov & Kabak, 2003
- Queinnectrechus smetanai Ueno, 1995
- Queinnectrechus zheduoshanus Ueno, 1998